# Cessna Citation V
Dimensions
Le Cessna 560 Citation V est un avion biréacteur de transport de passagers léger et de tourisme conçu et réalisé aux États-Unis dans les années 1980.

## Versions
Citation V(Modèle 560), version alongée du Citation II/SP, motorisé avec deux JT15D-5A,.
Citation Ultra(Modèle 560) Citation V modernisé avec une motorisation JT15D-5D et l'intégration d'un système d'instrumentation EFIS .
Citation Encore(Modèle 560) Citation Ultra modernisé avec une motorisation PW535A, une nouvelle suite avionique et une amélioration des trains d’atterrissage .
Citation Encore+(Modèle 560) Citation Encore modernisé incluant notamment un  FADEC et une nouvelle avionique.
UC-35Aversion du Citation Ultra des armées de terre et de l'air des États-Unis.
UC-35Bversion du Citation Encore utilisé par l'armée des États-Unis.
UC-35Cversion du Citation Ultra pour le Corps des Marines.
UC-35Dversion du Citation Encore du Corps des Marines.

## Opérateurs militaires
Colombie
- Force aérienne colombienne[4]

 Espagneutilisé pour la photogrammétrie.
 Pakistan
- Force aérienne pakistanaise — 1× Citation V

 États-Unis
- United States Army[5]
- United States Marine Corps[5]

## Aéronefs comparables
- Cessna Citation X, une version plus moderne et plus rapide.

- Dassault Falcon (seulement certaines versions).